# Lutas nos Jogos Pan-Americanos de 2019 - Greco-romana até 130 kg masculino
A categoria até 130 kg masculino foi um dos eventos da luta greco-romana nos Jogos Pan-Americanos de 2019. Foi disputada em 8 de agosto, no Coliseu Miguel Grau.

## Calendário
Horário local (UTC-5).
| Data        | Horário | Fase                |
| ----------- | ------- | ------------------- |
| 8 de agosto | 9:58    | Quartas de final    |
| 8 de agosto | 11:03   | Semifinal           |
| 8 de agosto | 17:43   | Disputa pelo bronze |
| 8 de agosto | 17:53   | Final               |

## Medalhistas
| Ouro   | CUB Mijaín López                   |
| Prata  | VEN Moisés Pérez                   |
| Bronze | DOM Leo Santana CHI Yasmani Acosta |

## Resultados

### Chave
|  | Quartas-de-final      | Quartas-de-final      | Quartas-de-final |  |  | Semifinais           | Semifinais           | Semifinais         |   |                    | Final              | Final | Final |
|  |                       |                       |                  |  |  |                      |                      |                    |   |                    |                    |       |       |
|  | Moisés Pérez (VEN)    | Moisés Pérez (VEN)    | 6                |  |  |                      |                      |                    |   |                    |                    |       |       |
|  | Edgardo López (PUR)   | Edgardo López (PUR)   | 1                |  |  | Moisés Pérez (VEN)   | Moisés Pérez (VEN)   | 7                  |   |                    |                    |       |       |
|  | Leo Santana (DOM)     | Leo Santana (DOM)     | 8                |  |  | Leo Santana (DOM)    | Leo Santana (DOM)    | 0                  |   |                    |                    |       |       |
|  | Daniel Medina (PER)   | Daniel Medina (PER)   | 0                |  |  |                      |                      |                    |   | Moisés Pérez (VEN) | Moisés Pérez (VEN) | 0     |       |
|  | Yasmani Acosta (CHI)  | Yasmani Acosta (CHI)  | 8                |  |  |                      | Mijaín López (CUB)   | Mijaín López (CUB) | 9 |                    |                    |       |       |
|  | Adam Coon (USA)       | Adam Coon (USA)       | 0                |  |  | Yasmani Acosta (CHI) | Yasmani Acosta (CHI) | 0                  |   |                    |                    |       |       |
|  | Luciano Del Río (ARG) | Luciano Del Río (ARG) | 0                |  |  | Mijaín López (CUB)   | Mijaín López (CUB)   | 4                  |   |                    |                    |       |       |
|  | Mijaín López (CUB)    | Mijaín López (CUB)    | 8                |  |  |                      |                      |                    |   |                    |                    |       |       |
|  |                       |                       |                  |  |  |                      |                      |                    |   |                    |                    |       |       |
|  |                       |                       |                  |  |  |                      |                      |                    |   |                    |                    |       |       |

### Repescagem
|  | Primeira rodada     | Primeira rodada     | Primeira rodada |  |  | Disputa do bronze   | Disputa do bronze   | Disputa do bronze |
|  |                     |                     |                 |  |  |                     |                     |                   |
|  | Bye                 |                     |                 |  |  |                     |                     |                   |
|  | Edgardo López (PUR) | Edgardo López (PUR) |                 |  |  | Edgardo López (PUR) | Edgardo López (PUR) | 0                 |
|  | Bye                 | Bye                 |                 |  |  | Leo Santana (DOM)   | Leo Santana (DOM)   | 2                 |
|  | Leo Santana (DOM)   |                     |                 |  |  |                     |                     |                   |
|  |                     |                     |                 |  |  |                     |                     |                   |
|  |                     |                     |                 |  |  |                     |                     |                   |
|  |                     |                     |                 |  |  |                     |                     |                   |

|  | Primeira rodada       | Primeira rodada       | Primeira rodada |  |  | Disputa do bronze     | Disputa do bronze     | Disputa do bronze |
|  |                       |                       |                 |  |  |                       |                       |                   |
|  | Bye                   |                       |                 |  |  |                       |                       |                   |
|  | Luciano Del Río (ARG) | Luciano Del Río (ARG) |                 |  |  | Luciano Del Río (ARG) | Luciano Del Río (ARG) | 0                 |
|  | Bye                   | Bye                   |                 |  |  | Yasmani Acosta (CHI)  | Yasmani Acosta (CHI)  | 9                 |
|  | Yasmani Acosta (CHI)  |                       |                 |  |  |                       |                       |                   |
|  |                       |                       |                 |  |  |                       |                       |                   |
|  |                       |                       |                 |  |  |                       |                       |                   |
|  |                       |                       |                 |  |  |                       |                       |                   |